# Jacopo Sadoleto
Jacopo Sadoleto (ur. 12 lipca 1477 w Modenie, zm. 18 października 1547 w Rzymie) – sekretarz papieża Leona X, a następnie Klemensa VII, biskup Carpentras w Prowansji (od 1517), kardynał (od 1536).

## Życiorys
Sadoleto był przede wszystkim dyplomatą, znakomitym mówcą i poetą. Był tolerancyjny i przeciwny prześladowaniom protestantów. W swojej diecezji nie dopuścił do rozwijania się kalwinizmu, ale też ich nie prześladował. Gościnnie przyjął waldensów – uciekinierów krwawych prześladowań w Merindol i Cabrieres w roku 1545.
Sadoleto był znany ze swej prawości, jednak należał do częstych gości Imperii, luksusowej kurtyzany rzymskiej, w której – według relacji F. Lancelotti – był szalenie zakochany i z którą miał córkę. Jednak Imperia ojcostwo swej córki przyznała bogatszemu wielbicielowi, bankierowi Agostino Chigi.
W roku 1536 uczestniczył w obradach komisji kardynalskiej, powołanej przez papieża Klemensa VII (papież), które zaowocowały dokumentem znanym jako Consilium de Emendanda Ecclesia Romana.
Nazwisko Sadoleta obecnie znane jest głównie ze sporu literackiego z Kalwinem. W 1539 roku Sadoleto napisał list do mieszkańców Genewy, starając się ich nakłonić do powrotu na łono Kościoła rzymskokatolickiego. W liście tym, nie wymieniając nazwiska Kalwina, oczernił reformatorów, oskarżając ich o kierowanie się niskimi pobudkami, szerzenie niepokojów i niszczenie Kościoła. Kalwin przebywał w tym czasie w Strasburgu, jednak na prośbę mieszkańców Genewy w krótkim czasie odpowiedział Sadoletowi stanowczym listem, po którym kardynał zaniechał dalszych prób nawracania Genewczyków.